# Coppa dei Campioni CONMEBOL-UEFA 2022
La Coppa dei Campioni CONMEBOL-UEFA 2022, nota anche come Finalissima 2022, è stata la terza edizione della Coppa dei Campioni CONMEBOL-UEFA – conosciuta come Coppa Artemio Franchi nelle due edizioni precedenti – e si è disputata allo stadio di Wembley di Londra, in Inghilterra, il 1º giugno 2022.
Ha visto contrapposte le rappresentative nazionali vincitrici del campionato europeo 2020 (finale disputatasi proprio a Wembley) e della Copa América 2021, rispettivamente l'Italia e l'Argentina. L'edizione è stata vinta dall'Albiceleste per 3-0, al secondo successo nella manifestazione, nonché il secondo consecutivo.
La formula ha previsto un incontro in gara unica, per la prima volta in campo neutro. In caso di parità al termine dei tempi regolamentari si sarebbero disputati direttamente i tiri di rigore.

## Le squadre
| Squadre   | Qualificazione                         | Partecipazioni precedenti (il grassetto indica la vittoria) |
| --------- | -------------------------------------- | ----------------------------------------------------------- |
| Italia    | Vincitrice del campionato europeo 2020 | Nessuna                                                     |
| Argentina | Vincitrice della Copa América 2021     | 1 (1993)                                                    |

## La partita
L'Argentina parte subito più decisa, andando vicino al gol dopo due minuti con un pallonetto dalla distanza di Ángel Di María che non ha trovato impreparato tra i pali Gianluigi Donnarumma. Dopo un salvataggio del portiere azzurro su Lionel Messi, al 28' lo stesso attaccante del Paris Saint-Germain supera in velocità Giovanni Di Lorenzo, mette la palla in mezzo e Lautaro Martínez insacca da distanza ravvicinata.
L'Italia in difficoltà si limita ad uscire in contropiede provando a contenere gli argentini e tentando di limitare il passivo fino all'intervallo, ma nei minuti di recupero ancora Martínez recupera un pallone a centrocampo, serve in profondità Di María che batte Giorgio Chiellini in velocità e Donnarumma in uscita, mandando le squadre al riposo sul 2-0.
Roberto Mancini effettua tre cambi nell'intervallo, sostituendo anche Chiellini all'ultima partita con la sua nazionale. L'Argentina continua a controllare il gioco anche nel secondo tempo: Donnarumma deve ancora salvare tre volte, prima impedendo un autogol di Leonardo Bonucci, poi toglie un tiro di Di María da sotto la traversa, e infine si fa trovare pronto su un tiro al volo da fuori area di Messi.
L'Italia prova una sterile rimonta ma le occasioni dall'altra parte si accumulano: prima Giovani Lo Celso colpisce l'esterno della rete poi Messi per tre volte viene fermato da Donnarumma. Nei minuti di recupero è il subentrato Paulo Dybala a ritoccare il tabellino, mettendo a segno il 3-0 finale dopo un'azione continuata di Messi inizialmente contrastato al limite dell'area azzurra. Grazie ai due assist e alla sua prestazione generale, Messi è stato nominato migliore in campo.

## Tabellino
| Arbitro: | Piero Maza |

|  |           |                                          |
|  | Marcatori | 28’ Martínez 45+1’ Di María 90+4’ Dybala |

| Italia | Argentina |

| Italia (4-3-3)  |    |                       |     |     |
|                 |    |                       |     |     |
| P               | 21 | Gianluigi Donnarumma  |     |     |
| D               | 2  | Giovanni Di Lorenzo   | 72’ |     |
| D               | 19 | Leonardo Bonucci      | 39’ |     |
| D               | 3  | Giorgio Chiellini     |     | 46’ |
| D               | 13 | Emerson Palmieri      |     | 77’ |
| C               | 8  | Jorginho              |     |     |
| C               | 12 | Matteo Pessina        |     | 62’ |
| C               | 18 | Nicolò Barella        | 77’ |     |
| A               | 10 | Federico Bernardeschi |     | 46’ |
| A               | 9  | Andrea Belotti        |     | 46’ |
| A               | 22 | Giacomo Raspadori     |     |     |
| A disposizione: |    |                       |     |     |
| P               | 1  | Alessio Cragno        |     |     |
| P               | 14 | Alex Meret            |     |     |
| D               | 4  | Leonardo Spinazzola   |     | 62’ |
| C               | 5  | Manuel Locatelli      |     | 46’ |
| D               | 6  | Manuel Lazzari        |     | 46’ |
| D               | 7  | Alessandro Florenzi   |     |     |
| A               | 11 | Matteo Politano       |     |     |
| D               | 15 | Francesco Acerbi      |     |     |
| C               | 16 | Bryan Cristante       |     |     |
| A               | 17 | Gianluca Scamacca     |     | 46’ |
| C               | 20 | Lorenzo Pellegrini    |     |     |
| D               | 23 | Alessandro Bastoni    |     | 77’ |
| CT:             |    |                       |     |     |
| Roberto Mancini |    |                       |     |     |

| Argentina (4-3-3) |    |                     |     |       |
|                   |    |                     |     |       |
| P                 | 23 | Emiliano Martínez   |     |       |
| D                 | 4  | Nahuel Molina       |     |       |
| D                 | 13 | Cristian Romero     |     | 85’   |
| D                 | 19 | Nicolás Otamendi    | 22’ |       |
| D                 | 3  | Nicolás Tagliafico  |     |       |
| C                 | 18 | Guido Rodríguez     |     |       |
| C                 | 20 | Giovani Lo Celso    |     | 90+1’ |
| C                 | 7  | Rodrigo de Paul     |     | 76’   |
| A                 | 10 | Lionel Messi        |     |       |
| A                 | 22 | Lautaro Martínez    |     | 85’   |
| A                 | 11 | Ángel Di María      |     | 90+1’ |
| A disposizione:   |    |                     |     |       |
| P                 | 1  | Franco Armani       |     |       |
| P                 | 12 | Gerónimo Rulli      |     |       |
| D                 | 2  | Juan Foyth          |     |       |
| C                 | 5  | Alexis Mac Allister |     |       |
| D                 | 6  | Germán Pezzella     |     | 85’   |
| D                 | 8  | Marcos Acuña        |     |       |
| A                 | 9  | Julián Álvarez      |     | 85’   |
| C                 | 14 | Exequiel Palacios   |     | 76’   |
| C                 | 15 | Nicolás González    |     | 90+1’ |
| D                 | 16 | Lisandro Martínez   |     |       |
| A                 | 17 | Alejandro Gómez     |     |       |
| A                 | 21 | Paulo Dybala        |     | 90+1’ |
| CT:               |    |                     |     |       |
| Lionel Scaloni    |    |                     |     |       |

| Assistenti arbitrali: Christian Schiemann (Cile) Claudio Ríos (Cile) Quarto ufficiale: Jesús Gil Manzano (Spagna) VAR: Alejandro Hernández Hernández (Spagna) Assistenti al VAR: Juan Martínez Munuera (Spagna) Tiago Martins (Portogallo) | Regole dell'incontro: - due tempi regolamentari da 45 minuti ciascuno; - tiri di rigore in caso di parità; inizialmente cinque per squadra, e a oltranza fino a spareggio in caso di ulteriore parità; - numero massimo di 23 giocatori per squadra a referto (11 in campo e 12 come potenziali sostituti); - cinque sostituzioni permesse. |

## Statistiche
| Statistiche       | Italia | Argentina |
| ----------------- | ------ | --------- |
| Reti segnate      | 0      | 2         |
| Tiri totali       | 5      | 6         |
| Tiri in porta     | 2      | 3         |
| Parate            | 1      | 2         |
| Possesso palla    | 48%    | 52%       |
| Calci d'angolo    | 3      | 1         |
| Falli commessi    | 5      | 10        |
| Fuorigioco        | 1      | 0         |
| Cartellini gialli | 1      | 1         |
| Cartellini rossi  | 0      | 0         |

| Statistiche       | Italia | Argentina |
| ----------------- | ------ | --------- |
| Reti segnate      | 0      | 1         |
| Tiri totali       | 2      | 11        |
| Tiri in porta     | 1      | 6         |
| Parate            | 5      | 1         |
| Possesso palla    | 42%    | 58%       |
| Calci d'angolo    | 0      | 3         |
| Falli commessi    | 8      | 6         |
| Fuorigioco        | 2      | 0         |
| Cartellini gialli | 2      | 0         |
| Cartellini rossi  | 0      | 0         |

| Statistiche       | Italia | Argentina |
| ----------------- | ------ | --------- |
| Reti segnate      | 0      | 3         |
| Tiri totali       | 7      | 17        |
| Tiri in porta     | 3      | 9         |
| Parate            | 6      | 3         |
| Possesso palla    | 45%    | 55%       |
| Calci d'angolo    | 3      | 4         |
| Falli commessi    | 13     | 16        |
| Fuorigioco        | 3      | 0         |
| Cartellini gialli | 3      | 1         |
| Cartellini rossi  | 0      | 0         |